# Cinkov sulfid
Cinkov sulfid (ZnS) u prirodi se javlja u dvije kristalne modifikacije: kubičnoj kao sfalerit (sa strukturom analognoj dijamantu) i u heksagonskoj kao vurcit, čija se struktura razlikuje od sfaleritne samo u uzajamnoj orijentaciji pojedinih tetraedara. Cinkov sulfid se dobiva iz otopine cinkova sulfata taloženjem topljivim sulfidima. Koristi se kao bijela boja, sâm ili kao sastojak litopona, smjese cinkova sulfida i barijeva sulfata. Kristalizirani cinkov sulfid koji sadrži malo teških metala služi za izradu detektora za ionizirajuće i rendgensko zračenje te za zaslone katodnih cijevi, jer svjetluca djelovanjem toga zračenja, odnosno katodnih zraka.
Cink i njegovi spojevi otrovni su, no bez cinka život nije moguć jer se on nalazi u mnogim enzimima važnima za život. U kemijskim spojevima je cink dvovalentan.

## Dobivanje
Dobiva se iz otopine cinkova sulfata taloženjem topljivim sulfidima. Također se može dobiti miješanjem cinka u prahu u rastaljenom sumporu u stehiometrijskom omjeru.

## Upotreba
Sam se koristi kao bijeli pigment plastičnim masama (na primjer linoleumu, mliječnome staklu), al najčešće kao sastojak bijele boje litopona (smjesa cinkova sulfida i barijeva sulfata). Dodatkom mangana i bakra u tragovima u sfaleritnu strukturu ZnS postaje vrlo osjetljiv na ionizirajuće zračenje pokazujući učinak luminiscencije. Takav kristaliziran cinkov sulfid, koji sadrži malo teških metala, služi za izradbu detektora za ionizirajuće i rendgensko zračenje, te za zaslone katodnih cijevi (na primjer televizijski zaslon, rendgenski zaslon), jer svjetluca djelovanjem toga zračenja, odnosno katodnih zraka.

### Cinkov sulfid kao pigment
Cinkov sulfid ZnS pojavljuje se u prirodi kao mineral sfalerit, rjeđe kao vurcit. Proizvodi se reakcijom otopine natrijevog sulfida s otopinom neke cinkove soli, obično cinkovog sulfata:
{\displaystyle \mathrm {Zn^{2+}} +\mathrm {SO_{4}^{2-}} +2\,\mathrm {Na^{+}} +\mathrm {S^{2-}} \rightarrow \mathrm {ZnS} +2\,\mathrm {Na^{+}} +\mathrm {SO_{4}^{2-}} }
Kako se takve otopine cinkovih soli dobivaju iz ruda, sadrže i primjese soli različitih metala. Te se primjese moraju iz otopine prije reakcije praktički kvantitativno ukloniti jer su sulfidi ostalih metala obojeni, pa bi inače bijeli cinkov sulfid, onečišćen tim primjesama, bio kao pigment potpuno neupotrebljiv. Stoga se otopina cinkove soli prvo obrađuje plinovitim klorom, pri čemu se uklanjaju željezo i mangan, a zatim se redukcijom pomoću cinkova praha odstranjuju svi još prisutni teški metali plemenitiji od cinka (kadmij, olovo, nikal, kobalt, bakar, srebro i tako dalje). Nakon reakcije s natrijevim sulfidom iz otopine se istaloži cinkov sulfid s prosječnim promjerom čestica oko 0,015 μm. Talog se filtrira, suši i peče na temperaturi 650 °C pri čemu se prosječna veličina čestica poveća na 0,35 μm, što je prijeko potrebno da bi cinkov sulfid poprimio svojstva pigmenata. Kalcirani proizvod se pere razrijeđenom kiselinom da se uklone zaostale soli i ako je slučajno nastao cinkov oksid. Pigment se filtrira, suši, melje i pakuje u vreće. 
Cinkov sulfid ima niži indeks loma svjetlosti od titanijevog dioksida i manje je otporan prema djelovanju kiselina i atmosferilija. Međutim, cijenjen je zbog svojih vrlo dobrih optičkih svojstava, čistoće bijelog tona, postojanosti na svjetlu i zbog povoljnih reoloških svojstava. Zbog toga se cinkov sulfid upotrebljava kao bijeli pigment u proizvodnji plastičnih masa (posebno poliolefina), papira, emajla, tiskarskih boja te boja i lakova za unutarnju upotrebu. U pečenim lakovima pokriva žućkasti ton veziva koji nastaje na visokim temperaturama pečenja, osobito u akrilnim i silikonskim naličima.